# Rassocha (affluente del Popigaj)
La Rassocha (conosciuta nell'alto corso come Nalim-Rassocha) è un fiume della Russia siberiana settentrionale (Territorio di Krasnojarsk), affluente di sinistra del Popigaj (bacino idrografico della Chatanga).
Nasce dalla confluenza dei due rami sorgentizi  Nalim-Rassocha (221 km) e Kjungkjuj-Rassocha (185 km) che scendono dal versante settentrionale dell'altopiano dell'Anabar, percorrendone successivamente il pedemonte settentrionale. Scorre in direzione mediamente nord-orientale attraversando una zona assolutamente remota e spopolata; sfocia nel Popigaj nel suo medio corso. Ha una lunghezza di 89 km (310 km con il Nalim-Rassocha); l'area del suo bacino è di 13 500 km².
La Rassocha è gelata per lunghissimi periodi ogni anno, che vanno mediamente da fine settembre ai primi di giugno.